# Fígols de Tremp (antic municipi)
| ↓ | 1812 — 1970 | → |

|  | Baronia de Claret                             |
|  | Parròquia de Sant Pere de Fígols de Tremp     |
|  | Baronia d'Eroles                              |
|  | Parròquia de Santa Maria d'Eroles             |
|  | Comanda de Susterris                          |
|  | Parròquia de Sant Joan Baptista de Castissent |
|  | Comtat de Pallars                             |
|  | Parròquia de Sant Pere de Claramunt           |

| Tremp |

|  | Baronia de Claret                             |
|  | Parròquia de Sant Pere de Fígols de Tremp     |
|  | Baronia d'Eroles                              |
|  | Parròquia de Santa Maria d'Eroles             |
|  | Comanda de Susterris                          |
|  | Parròquia de Sant Joan Baptista de Castissent |
|  | Comtat de Pallars                             |
|  | Parròquia de Sant Pere de Claramunt           |

| Tremp |

Fígols de Tremp, o Fígols de la Conca és un antic municipi del Pallars Jussà agregat l'any 1970 al terme municipal de Tremp. Fou creat ajuntament el 1812 en el desplegament dels preceptes emanats de la Constitució de Cadis, però el nombre d'habitants, inferior als 30 veïns (caps de família), feu que el febrer del 1847 s'unís a Castissent, juntament amb Claramunt, Eroles i Puigverd de Talarn. Així doncs, passà a ser un agregat de Castissent. Ara bé, al cap de 30 anys s'invertí la situació, ja que el 15 de desembre del 1877 l'alcalde constitucional de Castissent, Antoni Pons i Fenosa, signà el decret que traslladava l'ajuntament i les altres dependències municipals al poble d'Eroles. A partir d'aquell moment el districte municipal dugué aquest nom, de manera que els pobles anteriorment esmentats passaren a ser agregats seus. Però no és tot: l'11 de desembre del 1940 hi hagué un nou trasllat, ara a Fígols de Tremp, tornava a canviar el nom i la capitalitat d'aquest municipi, finalment anomenat Fígols de Tremp, quan fou agregat el 1970 al terme municipal de Tremp.
Aquest municipi tenia una extensió de 77,88 km², i fou el segon més extens dels que es van incorporar a Tremp. Amb aquesta annexió, el terme pallarès més petit, Tremp, fou incrementat amb els antics termes d'Espluga de Serra, Fígols de Tremp, Gurp de la Conca, Palau de Noguera, Sapeira, Suterranya i Vilamitjana, i es convertí en el de més extensió, del Pallars Jussà i de tot Catalunya.

## Geografia

### Descripció de l'antic terme

#### El perímetre
L'antic terme municipal de Fígols de Tremp ocupa tota la meitat meridional del sector de ponent de l'actual municipi de Tremp. Limitava al sud amb el terme de Sant Esteve de la Sarga, i el de Castell de Mur (antic terme de Mur, al sud-est amb l'enclavat de Claret del terme de Tremp, a llevant amb el terme de Talarn, al nord-est amb l'antic terme de Gurp de la Conca, ara també de Tremp, al nord amb el de Sapeira, igualment integrat a Tremp, al nord-oest amb el d'Areny de Noguera, i a ponent amb el del Pont de Montanyana, aquests dos darrers de la comarca de la Ribagorça.

##### Límit amb el Pont de Montanyana (Alta Ribagorça)
En el lloc on el barranc dels Horts, que baixa del nord-est del poble de Castissent, s'aboca en la Noguera Ribagorçana, a 508 m. alt., es troba el punt més meridional de l'extrem de ponent de l'antic terme de Fígols de Tremp. Des d'aquest punt, tritermenal, ja que s'hi troba aquest terme amb el ribagorçà del Pont de Montanyana i el pallarès de Sant Esteve de la Sarga, el límit de Fígols de la Conca ressegueix aigües amunt la Noguera Ribagorçana, deixant, doncs, el terme del Pont de Montanyana a l'oest, fins a l'extrem sud d'aquesta darrera població, a 523 m. alt. En aquest lloc el termenal abandona la llera del riu i trenca cap al nord-est, però fent un arc passant pel costat de llevant del nucli urbà del Pont de Montanyana, travessa el barranc del Pont, i va fins al Molí, on ja emprèn cap al nord-est resseguint la Serra de les Creus, fins a l'alçada de 738,6 m. alt., prop de les ruïnes de Casa Paula. En aquest lloc trobava el punt on es trobaven els termes del Pont de Montanyana, Fígols de Tremp, o de la Conca, i Sapeira.

##### Límit amb l'antic terme de Sapeira (Tremp)
El termenal continuava cap al nord-est per la carena, però ara és un límit municipal ja esborrat, atès que separava dos termes quan han estat integrats en el de Tremp. Aquest antic termenal, sempre cap al nord-est, resseguia la Serra de Palasí, cap a Casa Toríbio, i, sempre en direcció nord-est, però baixant pel vessant nord, anava a buscar el Serrat dels Trencs, que pujava fins als 1.000 m. alt., i encara continuava cap al Puny del Moro, de 1.023, al nord-oest del poble de Claramunt, i, sempre en la mateixa direcció, per la Collada de Roca de la Mola, ascendia fins als 1.194, al Pas del Racó, de la Roca de la Mola. Aquí es trobaven els termes de Fígols de Tremp (Eroles, més antigament), Sapeira i Gurp de la Conca, actualment tots trets ajuntats a Tremp.

##### Límit amb l'antic terme de Gurp de la Conca (Tremp)
En aquest lloc el termenal emprenia la direcció sud-est, per anar a buscar les carenes que delimiten per llevant la vall d'Eroles, deixant a ponent el Corral del Salvador, les Masies de Perantoni, els Obacs, i arriba al Tossal de Velart, de 714 m. alt. D'aquí, sempre per la carena, baixa fins al barranc de Ricós, prop d'on hi ha la Font de la Salut, a 510 m. alt. Aquí es trobava el límit amb l'enclavat de Claret, del terme de Tremp. El termenal amb aquest enclavament resseguia el barranc de Ricós cap a ponent, fins al lloc on hi ha actualment el petit embassament del Pont de Forats. A la cua d'aquest pantà, el termenal pujava cap al sud-oest, per anar a buscar un lloc a ponent del Serrat de Cabicerans, de 747 m. alt., serrat que anava seguint cap a ponent, fins que poc abans d'arribar al poble de Puigverd, trencava cap al sud fins a arribar al barranc de Fórnols, a 650 m. alt.

##### Límit amb l'antic terme de Mur (Castell de Mur)
En aquest lloc es trobava el límit amb l'antic terme de Mur, actualment de Castell de Mur. En aquest tros, la línia de terme municipal segueix un tros el darrer barranc esmentat, i, seguint una línia quasi recta cap a ponent, puja al Serrat del Pui, als peus del Pui del Moro, al nord-oest del Meüll, on arriba als 951. En aquest lloc passa la carretera de Puigverd al Meüll. Continua pel vessant sud-oest del mateix serrat, fins que troba capçalera del barranc d'Eloi, que segueix aigües avall, de nord a sud. Quan arriba a la cota 750, el termenal segueix aquesta alçada pel vessant meridional de la Serra d'Arbul, a l'Arbul del Llop, fins que arriba al nord-oest de la Casa Auberola, on troba el barranc de Francisquet. En aquest lloc el termenal segueix el curs d'aquest barranc fins que baixa a trobar el barranc Gros.

##### Límit amb Sant Esteve de la Sarga
Al cap de poc d'haver seguit aquest barranc aigües avall comença un nou límit municipal: ara és amb Sant Esteve de la Sarga. Durant molt de tros, fins a sota de la Serra del Batlle, el termenal és el barranc. Al lloc anomenat les Pletes de la Torre, a l'extrem nord del Serrat del Dogat i al sud del Serrat de Castissent, la línia de terme abandona el barranc per pujar una mica cap al nord-oest, segueix el vessant sud del serrat que fa de límit nord del barranc Gros, fins que arriba al Pas del Llop. En aquest lloc, el termenal trenca cap al nord-oest, baixa al barranc de l'Obaga, a 610 m. alt., puja a la Mola de Casa Martí, de 674, i va a passar a prop i a ponent del poble de Castissent, al nord-oest del qual baixa a trobar el barranc dels Horts a la Torreta, i, seguint-lo ara cap al sud-oest, arriba a trobar la Noguera Ribagorçana.
Com es pot veure, és un terme molt accidentat, compost per tot de serres, limítrofs i interiors, i tot de valls interiors, que marquen els diferents territoris on es troben els pobles i caseries que pertanyien a aquest terme.

#### Les unitats territorials

##### La vall del barranc del Pont o de la Vileta
La meitat nord de l'antic terme de Fígols de la Conca té com a element vertebrador dos barrancs. A ponent, el barranc del Pont, que és el que aflueix en la Noguera Ribagorçana al Pont de Montanyana. A la capçalera, es coneix com a barranc de la Vileta, i rep a la capçalera diversos barrancs: el del Coll de Bimet, el del Forat i el dels Camps, que neix a prop del poble de Claramunt. Aigües avall, aquest barranc passa per sota i al nord de la caseria de la Vileta, prop d'on neix, a llevant, el barranc de l'Obaga, que li aflueix per l'esquerra, un altre també anomenat de l'Obaga, que neix a ponent d'aquesta caseria, i el de les Tarteres, que li arriba des del nord, en un lloc anomenat la Creu de barrancs. Encara més tard li arriba des del sud el de l'Obaga Negra, i després, des del nord, el dels Trencs. Bastant més endavant encara rep el barranc dels Porquers des del sud-est, moment en què es coneix ja com a barranc del Pont, prenent el nom del Pont de Montanyana, on arriba al cap de poc.
Tota aquesta vall és actualment pràcticament despoblada, atès l'abandonament general del treball de pagesia arreu del país, i especialment en aquestes valls, però conté el poble de Claramunt i tot un conjunt de masos en molts dels quals hi ha romanalles clares d'època medieval, com, per exemple, diverses capelles, moltes d'elles romàniques. Són, per exemple, seguint de llevant a ponent, el mateix poble de Claramunt, la caseria de la Vileta, a la carena de què es parlarà més endavant, però abocada a aquesta vall, i els masos de Cal Casó, Casa Escolà, Casa Ramon, Casa Fumàs, la Masia de Fumàs amb l'ermita de Sant Salvador i santa Anna, Casa Toríbio, Mas de Palasí i Casa Paula, alguns d'aquests masos pertanyents a l'antic poble de Prullans (als vessants nord que limiten la vall), la important Casa Ensenyat, amb la capella de Sant Vicenç, al fons de la vall, i la caseria de la Vileta, amb la capella de Santa Llúcia, el mas vell de Toríbio, la masia de la Roureda, la caseria de Prullans, el Mas d'en Borrell, amb les restes de l'església de Sant Roc, entre d'altres (als vessants sud que limiten la vall).

##### La vall del barranc de Ricós

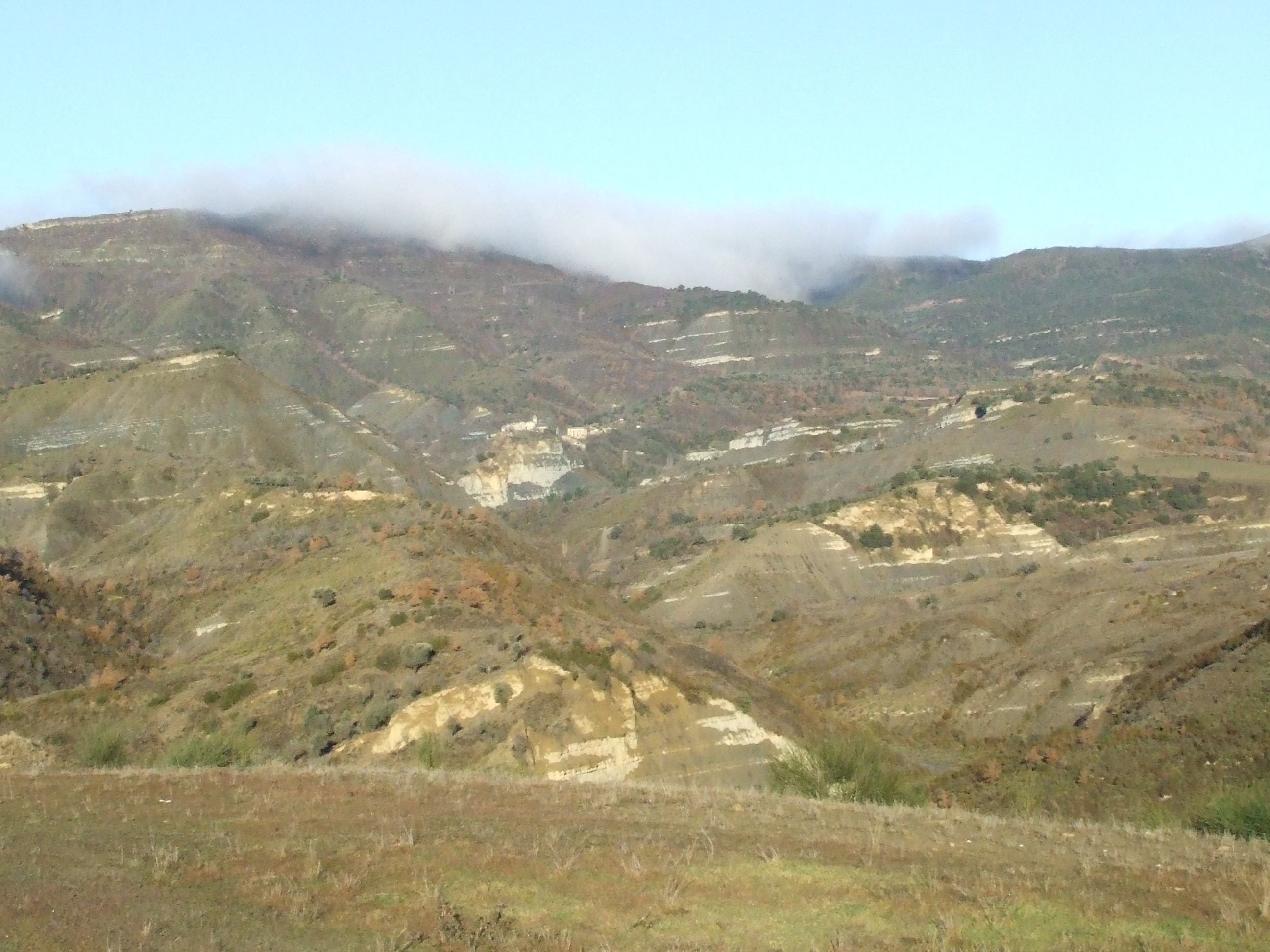
El poble d'Eroles i la vall del barranc de Ricós

A llevant, es troba el barranc de Ricós, que a la capçalera està format per la unió de tot de barrancs i llaus: el torrent del Solà (amb les llaus de la Llosa i de la Font Blanca que el formen), barranc de les Pasteroles (amb el barranc d'Eroles, el de la Font Gran i el dels Albars a la capçalera), el barranc de la Font, entre d'altres.
El barranc de Ricós es forma, unint-los tots, just a sota i al sud del poble d'Eroles. Més avall encara se li uneixen dos barrancs més, que formen part d'aquesta vall: el de Torricó i el de Cambranal. Just quan s'han unit tots s'acaba l'antic terme de Fígols de Tremp. A part del poble d'Eroles, en aquest sector no queden a penes masies: es conserven restes de Forats, lo Teuler i capelles com Sant Martí o Sant Pere Màrtir.
Al nord i nord-oest del poble hi ha també restes, en algun cas només memòria, d'altres masies que formaven part del poble d'Eroles, com les Masies de Perantoni, la Masia de Miquel o la Masia d'Eixandre.

##### Montserbós, Montllobar i la carena de la carretera
La carretera C-1311, que uneix el Pont de Montanyana amb Tremp, discorre per diverses carenes, enllaçant-les, al centre de les quals hi ha el Coll de Montllobar, que parteix les aigües de les dues Nogueres, la Pallaresa i la Ribagorçana. Al llarg del traçat de la carretera, i de les serres que en deriven, es van trobant alguns dels pobles i caseries més importants del terme. De llevant a ponent, es troben Fígols de Tremp, Puigverd, el Coll de Montllobar, prop del qual hi ha el Mas i el castell de Montllobar, i el Mas de Casanova, més endavant la Casota i l'Hostalet, la Vileta més a ponent, la Mare de Déu de Montserbós i el Santuari de les Capelles més endavant, la Masia del Caçador, el Mas de Faro, amb la capella de Sant Salvador, el Mas de Ciutat, la caseria de Prullans, el Mas de Juaneu i el Mas d'Isidro.

##### Les valls del barranc de Gargalluga, dels Horts i Gros
La meitat sud del terme també té dues meitats, segons a quina Noguera van a afluir els barrancs, però només pertany a Fígols de Tremp la de ponent. Són tres valls pràcticament paral·leles, les que formen el territori del sector. Més al nord, el barranc de Gargalluga, barranc del Masió o Masiot a la capçalera, que té al capdamunt de la vall Serra del Masió, que pren el nom de l'antiga masia d'aquest nom: lo Masió. Vall avall es troba la Casa Concurrell, el Corral de Maiestre i el Mas de Maiestre.
Paral·lela més al sud, el barranc dels Horts, que neix prop de la caseria de los Masions (la Masia del Rei, la Casa del Músic, Casa Xaet, la Caseta, Casa Pauet, Mas del Pere, i la capella de la Mare de Déu del Roser), i troba més al sud-est, enfilada en els vessants que delimiten la vall per migdia, el poble de Castissent i les cases que en depenien: Casa Mostatxo, les Cases del Pacient, Casa Cortit, Casa de l'Aiguader, desapareguda, Casa Caçador, Casa Batlle, Casa Martí, Casa Carlets…
Finalment, més a migdia trobem el conjunt de valls a l'entorn del barranc Gros, barranc que és compartit amb Sant Esteve de la Sarga, amb Casa Serrà i Salze, que té capella, a la vall del barranc de Cantillons, el Mas de Canelles a la vall del barranc homònim, la vall del barranc de Montllobar i la de la vall de l'Abeurador, actualment desertes.

##### Arbul
Separant les dues meitats del sector sud de l'antic terme hi ha la Serra d'Arbul, continuació cap al sud-oest de la Serra de Montllobar, que conté un dels llocs més interessats del terme: la Mare de Déu d'Arbul, amb l'antic poble d'Arbul, amb la masia de Miravet d'Arbul, i algunes masies, com la Masieta, el Mas de Francisquet, el Mas d'Eloi i el Mas de Carrasquet. Sota mateix, però ja en terme de Castell de Mur, hi ha la Casa Auberola.

#### Les carenes interiors
Separant aquestes diverses valls, tot de serres, algunes de considerable alçada, van marcant el territori. Les més importants ja han estat descrites anteriorment, però destaquen, a més, uns quants turons que centren aquestes carenes. A ponent, tocant a la carretera C-1311, hi ha els serrats de l'Àliga i de Ciutat, que es troben a Montserbós, on hi ha el Tossal Gros, de 1.085 m. alt.
Al sud-est de Castissent hi ha el Tossal de l'Aleixó, de 868 m. alt., amb la Pica Moixó, de 806, i lo Morral del Bou, de 821, que constitueixen la carena més important d'aquest sector.
I, sobretot, cal tenir en compte la carena que fa de divisòria de conques, la de Montllobar, amb el cim d'aquest nom, de 1.104 m. alt., on hi ha el vèrtex geodèsic 256089001, i que té dos altres cims significatius, amb els quals forma la carena: al sud-oest, lo Puiol, de 1.124 (més alt, però de menys significació en el llco, tot i que és el punt de trobada de tres serrats: el principal de Montllobar, el Serrat d'Arbull, ja esmentat, i el Serrat del Pui. Al nord-est, a l'extrem del serrat hi ha el lloc on estigué emplaçat el castell de Montllobar, a 1.049 m. alt.

### Nuclis de població
| Entitat de població | Habitants |
| ------------------- | --------- |
| Castissent          | 20        |
| Claramunt           | 1         |
| Eroles              | 11        |
| Fígols de Tremp     | 2         |
| Puigverd            | 1         |
| Font: Idescat       |           |

La llista dels nuclis de població antics no és curta. Els més importants, avui dia encara habitats, són els dos pobles que han fet de cap del municipi, Eroles, fins al 1950, i Fígols de Tremp, o de la Conca, que ho fou fins al 1972. A més, cal tenir en compte en lloc principal el que avui dia és el poble més habitat de l'antic terme: Castissent. Completen la llista de pobles Claramunt i Puigverd.
| Pobles de l'antic terme de Fígols de Tremp | Pobles de l'antic terme de Fígols de Tremp |
| ------------------------------------------ | ------------------------------------------ |
| El poble de Castissent                     | Manca foto                                 |
| El poble de Castissent                     | El poble de Claramunt                      |

| El poble d'Eroles | El poble de Fígols de Tremp | El poble de Puigverd |
| El poble d'Eroles | El poble de Fígols de Tremp | El poble de Puigverd |

Pel que fa a caseries, fins bastant modernament foren habitats Arbul, la Casota, Montllobar, Prullans, la Vileta i Vivers (que es desconeix on era), però en temps més endarrerits, encara en trobaríem d'altres, de caseries o agrupacions de masos, que tingueren prou personalitat per tenir capella pròpia, molts d'ells: Casa Batlle de Fígols, el Mas de Prior, o Masenc (amb les restes de l'església romànica de sant Joan Evangelista), el Mas de Toríbio (amb la capella de santa Anna), el Mas de Ciutat (amb la capella de la Mare de Déu del Roser), el Mas de Palací, la Casa Mostatxo (amb la capella de sant Agustí), Cal Batlle de Castissent (amb la capella dels sants Antoni de Pàdua i Antoni Abat), Casa Miquel (amb la capella de sant Germà), Casa Cortit (amb les restes de l'església romànica de sant Miquel), el Mas de Faro (amb la capella de sant Salvador), Casa Salzer, o Ca l'Aleixó (amb la capella de sant Pere), el Mas de l'Ensenyat (amb l'església romànica de sant Vicenç), Casa Fumàs (amb l'església romànica de sant Salvador), el Mas Pedró (amb la capella de la Mare de Déu del Roser), el Mas Carlets (amb la capella de sant Agustí)...
També destaca el santuari de la Mare de Déu de Montserbós, amb una ermita propera, totes dues romàniques i amb la mateixa advocació.
Finalment, són presents en aquest terme restes de castells, fortificacions i despoblats, o vilatges, que testimonien un terme d'Eroles medieval molt més poblat del que és actualment: el castell de Montllobar.

## Història

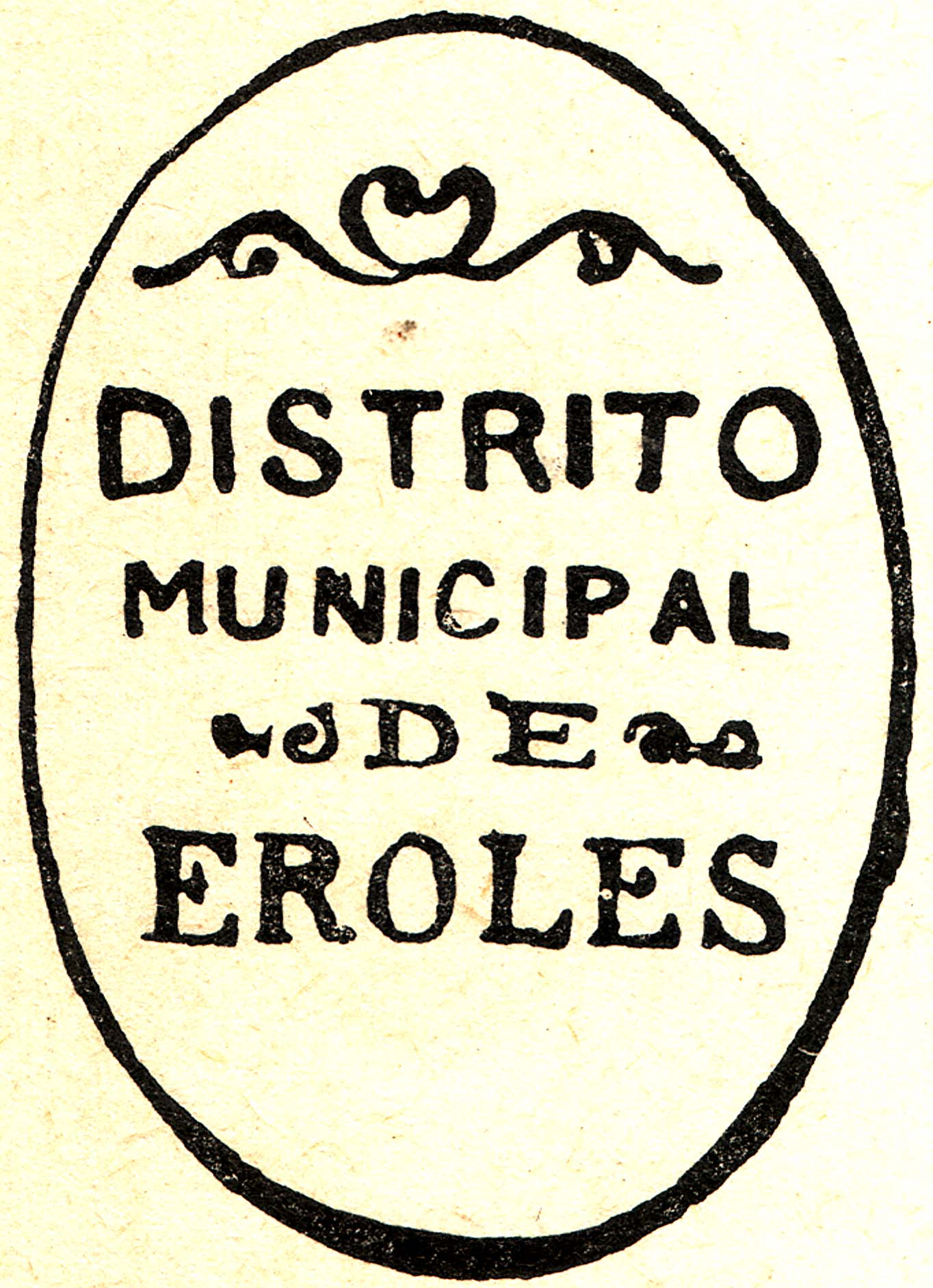
Segell municipal de Fígols de Tremp (Eroles) vers 1900

La base del terme fou la baronia d'Eroles. Ara bé, dels pobles de l'antic terme de Fígols de Tremp que avui hi trobem integrats, són bàsicament Eroles, Montllobar i la Vileta els que la integraren, a més d'altres pobles dels termes veïns. La resta, pertanyien a diferents senyorius, com queda explicat a cada article respectiu, que trobaren el que tenien en comú en la creació del municipi comú.
En efecte, el 1812 es crearen els ajuntaments moderns, en el marc del desplegament de la Constitució de Cadis, que també creà les províncies i els partits judicials, inexistents abans d'aquell any. En un primer moment es crearen els ajuntaments de Castisent, Claramunt, Eroles i Fígols.
Pascual Madoz diu que el terme de Fígols és muntanyós, fluix i àrid, i només s'hi troben alguns roures i alzines disseminats, ja que la terra es llaura després d'artigar el bosc, i abandonant els conreus al cap de poc temps, per començar en un altre lloc, cosa que ha desertitzat el terme de boscos. S'hi produeix blat, oli i vi de mala qualitat; hi ha ovelles i cabres, i s'hi cacen perdius, llebres i conills.
Un cop unificats els termes anteriors en un ajuntament prou gran per ser admès en les noves normes, que fixaven un mínim d'habitants per poder subsistir, el municipi creat fou el d'Eroles -escrit sovint Arolas-, que tenia com a capital la població que ja havia estat cap de la baronia del mateix nom. L'11 de desembre del 1940, la capitalitat passà a Fígols de Tremp (o de la Conca), i així es denominà el municipi sencer entre aquell any i el 1970, en què fou suprimit, per tal d'integrar-lo a Tremp.
En el cens del 1857, on apareix encara com a Castisent apareix amb 841 habitants i 140 cèdules personals inscrites, repartides de la manera següent: el santuari d'Arbul, 3 habitants i 1 cèdula; Caseríos, dos, 17 i 4; Castisent, 494 i 70, Claramunt, 90 i 18, Eróles, 98 i 20, Figols, 94 i 18 i Puigvert, 45 i 9.
Vers 1900, a la Geografia de Carreras Candi, consta que el terme d'Eroles es componia de 202 edificis, amb 492 habitants de fet i 497 de dret. Al cap de poc més de cent anys, es pot veure de quina manera s'ha despoblat aquest antic terme, amb els 35 habitants actuals, repartits entre tots els nuclis que el formaven.

### L'antic ajuntament d'Eroles
L'alcaldia d'Eroles fou exercida, al llarg dels anys, per les persones següents:
- Antoni Pons (1889)
- Ramon Arcas (1897 - 1898)
- Antoni Molins (1939)

## Activitat econòmica
L'activitat tradicional del terme era basada en l'agricultura (vi de no gaire qualitat, oli, blat, sègol, ordi, civada, patates i mongetes) i pastures per al bestiar, sobretot a la zona de Claramunt. Es criava bestiar de llana, cabres, vaques i mules. Tenia una incipient activitat industrial, amb tres molins fariners i dos trulls.
El terreny, en tot el terme municipal, és rocós i de poca qualitat, fins i tot poc boscós. Els escassos boscos eren sobretot de roures, alzines i garrics. Era tradicional, principalment a Eroles, Fígols i Montllobar, una agricultura de rompuda: talar boscos (rompre) per tal d'alliberar terres que durant un breu període eren molt productives. Després s'abandonaven, i es rompien d'altres boscos. Aquesta és una de les causes de l'empobriment, a llarg termini, de la terra.

## Serveis turístics
En tot l'antic terme de Fígols de Tremp, només és possible trobar dos establiments dedicats al turisme. Es tracta de dues cases d'allotjament rural, una a Eroles, i l'altra a Fígols de Tremp.

## Comunicacions
L'antic terme de Fígols de Tremp disposa d'una sola carretera que el travessi, i que permeti comunicar els pobles entre ells i amb el cap de municipi actual i de comarca: Tremp. És la carretera C-1311, del Pont de Montanyana a Tremp, de 26 quilòmetres, la major part dels quals transcorren dins d'aquest antic terme. Prenent com a referència el poble de Fígols de la Conca, el Pont de Montanyana queda a 16,5 quilòmetres, i Tremp, a 10,5.
Una pista rural en bon estat, asfaltada, uneix aquesta carretera, al punt quilomètric 16, amb Guàrdia de Noguera, passant per Puigverd, Vilamolat, el castell de Mur, Collmorter i Santa Llúcia de Mur.
Una altra pista rural -carretera, de fet- asfaltada uneix Castissent amb la carretera del mateix tipus que va de Sant Esteve de la Sarga al Pont de Muntanyana.
Finalment, una altra carretera del mateix ordre parteix de la C-1311, a ponent del Coll de Montllobar, aproximadament al quilòmetre 11,5, per arribar al poble de Claramunt.
No hi ha cap mena de servei de transport públic que circuli per aquest antic terme; la proximitat de Tremp i la poca població que hi queda, però, fa menys problemàtica aquesta situació.
No hi ha ni tan sols transport escolar cap a Tremp, atesa la pràctica inexistència de població en edat escolar, a Fígols de la Conca.